# Spetters
A Spetters 1980-ban bemutatott  holland filmdráma. Paul Verhoeven alkotása a rendező első olyan filmje volt, ami nem regény alapján készült. A Spetterst gyakran emlegetik „a holland Szombat esti láz”-ként, ám a John Travolta nevével fémjelzett amerikai táncfilm főhősével ellentétben a Spetters fiatal szereplői számára nem a diszkó, hanem a motorozás jelenti a kitörés, a „valakivé válás” lehetőségét. A film a rendező holland korszakának legvitatottabb darabja, amely ellen a feministák éppúgy tiltakoztak, mint a melegszervezetek aktivistái, sőt még a mozgássérültek is. 
A Spetterst Magyarországon nem játszották a mozik, és 2008 nyaráig nem jelent meg nálunk se VHS-en, se DVD-n. A magyar közönség számára az MGM tévécsatorna mutatta be a filmet 2008 nyarán, kisebb vágásokkal.

## A cselekmény
Az 1970-es évek végén járunk, egy holland városban. Eef, a fiatal szerelő dolgozni indul a motorjával, ám eleinte nem tud megfelelő sebességre kapcsolni, mert az apja megy előtte a keskeny úton egy traktorral. Ugyanekkor Eef barátja, Rien is elindul otthonról, előtte azonban fizetéselőlegként pénzt vesz ki apja kávézójának kasszájából. A férfi jó utat kíván a fiának, aki motorjával pillanatokon belül elszáguld. A harmadik fiúnak, Hansnak nincs ilyen szerencséje, mert az ő motorja egyáltalán nem akar beindulni. Végül az apja segít neki, és hátulról megtolja a járművet. A három srác a sikeres motorversenyző, Gerrit Witkamp fogadására megy, melyet a televízió is közvetít. A riporter mint Witkamp legnagyobb rajongóit mutatja be a fiúkat. Rien ezután felkeresi barátnőjét, Mayát, aki egy élelmiszerüzletben dolgozik. Megpróbál egy-két dolgot elemelni, de a lány megtalálja nála. A fiúk Eef műhelyében találkoznak újra, ahol a szerelő megtréfál egy kihívóan viselkedő lányt, aki kitömte a melltartóját, hogy keblei nagyobbnak tűnjenek. Rien és Eef fogadnak, hogy Eef csukott szemmel is jobb szerelő, mint Hans. A fogadást természetesen Eef nyeri. Hans este a diszkóban is felsül, amikor kissé faragatlan módon megpróbál felcsípni egy lányt. Eef ízelítőt tart diszkótáncosi tudományából, de egy színes bőrű srác ügyesebbnek bizonyul a táncparketten. Útban hazafelé a fiúk autója előtt egy meleg pár fut át. Az emelkedett hangulatban lévő társaság úgy dönt, hogy megtréfálják őket. Utánuk erednek, s az egyikőjüket sikerül elkapniuk. Az egyik lány rúzsával kifestik a száját. Ezután Rien Mayával együtt megy haza, de nem a saját szobájába viszi a lányt, hanem a szülei ágyába. A távol lévő ősök viszont már ismerik fiuk észjárását: az apa üzenetet hagyott a vekker mellett, hogy Rien ne felejtse el időben hazavinni Mayát. Eef és Hans csak egy építkezésre tudja vinni a barátnőit, ám a szerelmeskedés egyikőjüknek sem jön össze. Eefnek nincs merevedése, Hans barátnője pedig éppen menstruál. Persze sem a fiúk, sem a lányok nem akarnak egymás előtt szégyenkezni, ezért mindkét pár az orgazmus hangjait imitálja, hogy félrevezesse egymást.

Szexuális erőszak (Toon Agterberg és Peter Tuinman)

Másnap rendezik a motorversenyt, melyre természetesen Rien és Hans is benevezett. Hans motorja azonban most sem indul be. A fiú Eefet hibáztatja, hogy nem jól szerelte meg a járgányt. A szerelő végül faképnél hagyja a barátját, akinek valahogy mégis sikerül beindítania a motort. Épphogy eléri a rajtot. A versenyben eleinte Rien vezet, de aztán nekimegy egy buckának, és elveszti a vezetést. Mégsem adja fel, sikerül behoznia a hátrányát, és megnyeri a futamot. Hans már korábban kénytelen volt feladni a versenyt, mivel a motorja megint bedöglött. Maga Witkamp gratulál Riennek, aki barátai és a lányok társaságában megy a büfékocsihoz. A büféslány, a göndör, szőke hajú Fientje érdeklődését azonnal felkelti a győztes, Maya azonban résen van. Amikor bőrruhába öltözött bajkeverők akarnak fizetés nélkül távozni a büfékocsitól, kisebb balhéra kerül sor. Fientje testépítő bátyja, Jaap ugyanis hátulról elkapja a vezér nyakát, Fientje pedig leforrázza a férfi mellkasát, hogy fizetésre bírja a többi vagányt. Azok ugyan most is megkísérelnék az ellenállást, ám Rien is Fientje pártjára áll: egy téglát kap fel a földről védekezésül, amikor az egyik bajkeverő rossz mozdulatot tesz. Fientje begyűjti a pénzt a bőrruhásoktól. Rienék is távoznak. A fiúk arról beszélnek, hogy mennyire tetszett nekik Fientje vagánysága. Maya viszont egyáltalán nincs elragadtatva a büféslánytól. Rient a kávézóban a tiszteletére összesereglett vendégek ünneplik. Eefet otthon a szigorú apja várja, aki szemrehányást tesz a fiának, hogy délelőtt a templomnál motorja dudájának hangjával megszentségtelenítette az Úr napját. Felküldi a srácot a padlásra, ahol megveri. Fientje rövid sétát tesz az esti városban, s az ablakokon át bepillantva nyugodt, békés családi idilleket figyel meg. Utána visszatér a lakókocsijukhoz, ami egy téren parkolt le. Éppen időben érkezik, egy rendőr az engedélyüket kéri. Fientje a maga módján oldja meg a helyzetet, beinvitálja a rendőrt a lakókocsiba. Engedélyről persze már szó sincs. Később a lány azt mondja a bátyjának, hogy unja ezt a vándoréletet, abba akarja hagyni, Jaap azonban nem hiszi, hogy húga valóban le akarna lépni.
Fientje másnap reggel bevásárolni megy. Az élelmiszerbolt pénztáránál Maya ül. Azonnal felismeri őt, ismerősként üdvözli, Maya azonban úgy tesz, mintha még sosem látta volna Fientjét. Természetesen Rien címét sem hajlandó megadni a büféslánynak. Eef műhelyében a srácok éppen Fientjéről beszélgetnek. Mindhármójuknak tetszik a lány, és végül úgy döntenek, Fientje azé lesz, akinek nagyobb a farka. A dolgot ott helyben méréssel döntik el. Rien és Eef arcáról azonban lefagy a mosoly, mert ezt a versenyt kivételesen a mamlasznak tartott Hans nyeri meg. Fientje elmegy a kávézóba, és ott találkozik Riennel. Ajándékot hozott a fiúnak: egy téglát, első találkozásuk emlékére. Később a büfékocsinál Hans, mint a „farokverseny” győztese, megpróbál kikezdeni Fientjével, és randira hívja a lányt. Fientje azonban elutasítja, mert érzi, hogy a három fiú közül Rienben van a legtöbb fantázia, vele érdemes foglalkozni. A két fiú közben jót mulat Hans újabb felsülésén. Megérkezik Maya azzal a hírrel, hogy Henkhof, a tévés producer találkozni akar a srácokkal. A megbeszélésre Fientje is elmegy. A dörzsölt producer műsorajánlatot tesz, a fiúk egy programban szerepelhetnének Witkamppal. A gyakorlatias Fientje a lelkesedés tetőpontján a fizetésről érdeklődik. Kiderül, hogy Henkhof nem akar semmit se fizetni, valószínűleg arra számított, hogy Witkamp lelkes rajongói ingyen és boldogan szerepelnek együtt a bálványukkal. A lány viszont úgy véli, költségei a srácoknak is lesznek, s erre a célra Henkhof végül hajlandó 2500 guldent fizetni. A fiatalok lelkesedése óriási, Fientjét éltetik. Persze Mayát kivéve, ő tisztában van azzal, hogy a büféslány valójában rástartolt a fiújára. Fientje valóban nem éri be annyival, amit addig elért. A távozó Henkhof után hajt, és ráveszi arra, hogy szerezzen japán szponzort Riennek, mert a fiúból nagy bajnok válhat. Az üzlet megpecsételésére a producer magával hívja a lányt.
Rien boldogan újságolja Mayának, hogy létrejött a szponzorszerződés, és ünnepelni hívja a lányt. Maya azonban nem megy vele, mert a kocsiban meglátja Fientjét. A fiú hiába mondja, hogy Fientje támogatása nélkül nem jött volna létre a szerződés, a büféslányt tehát nem lehet kihagyni az ünneplésből, Maya hajthatatlan. Vitatkozni kezdenek, és Rien Maya fejéhez vágja, hogy nem törődik vele, ellentétben Fientjével, aki biztatja, buzdítja és támogatja őt. Végül dühösen otthagyja a barátnőjét, tulajdonképpen szakítanak. Rien egy szép bundát vásárol Fientjének, és sikeres versenyzői jövőjéről ábrándozik, a sok utazásról, melyre természetesen a büféslányt vinné magával. Az ágyban kötnek ki, ami Fientje igazi terepe. Következő nap Rien és Hans együtt mennek motorozni, hogy gyakoroljanak egy kicsit. A sztrádán száguldanak. Az előttük haladó autóból a sofőr váratlanul egy zacskó szemetet dob ki, amit a szél Rien arcába vág. A fiú elveszíti uralmát a járműve felett, és balesetet szenved. Nem hal meg, de többé nem tud lábra állni. Fientje meglátogatja a kórházban. Rien balesete a biztos és szép jövőről szőtt álmainak is véget vetett. Lelke mélyén talán a fiú is tudja ezt, ezért arra kéri a lányt, hogy többé ne jöjjön be hozzá. Hans egy koncertre megy apja fúvós zenekarával, és a kiruccanásra elkíséri az unatkozó Eef is. Este, a szabadtéri előadáson Eef felfigyel két meleg férfira. Titokban követni kezdi őket. Az alkalmi pár egy föld alatti építkezésre megy, ahol Eef szemtanúja lesz annak, amint a fiatalabbik orális szexet folytat idősebb partnerével. Lesben áll, és később megtámadja a fiatal srácot, aki alighanem prostituált. Elszedi tőle a pénzét. Utána visszasiet a térre, és éppen a koncert végére ér vissza. Hansnak fogalma sincs arról, hogy barátja mit művelt, valószínűleg azt se vette észre, mikor egy időre eltűnt.
Rient kiengedik a kórházból, szülei az állomáson várják. Kocsival viszik haza. A fiút a kávézó előtt kisebb tömeg fogadja: ismerősök, rokonok, barátok. Ajándékot is hoztak, egy automata tolószéket, amivel Rien segítség nélkül is közlekedhet. Fientje ezalatt Eef benzinkútjánál tankol. A fiú kocsikázni hívja, de hamar belecsúsznak egy árokba. A közelben dolgozik Eef apja a traktorral, s a férfi menti ki a bajba jutottakat. Nem rejti véka alá a véleményét Fientjéről, szemrebbenés nélkül lekurvázza. A temperamentumos lány ezt persze nem hagyná annyiban, Eef azonban szerencsére le tudja állítani. Azt mondja neki a kocsiban, hogy el akar menni ebből a városból, egyenesen Kanadába. Fientje szájhősnek véli, ám amikor Eef meglobogtatja előtte a pénzét, a büféslány rögtön tudja, hogy talán mégis érdemes egy kicsit foglalkoznia a szerelővel. Rien Hansnak adja a japánoktól kapott motort, és sok szerencsét kíván a barátjának ahhoz, hogy bajnok legyen. Hans azonnal el is megy motorozni, és találkozik Fientjével. A lány éppen a szemetet hozta ki erre a félreeső helyre. Hans csak kíváncsiságból nézi meg az egyik kidobott üres dobozt, és meglepődve látja, hogy egy kutyakonzerv az. Bármilyen mamlasznak is tűnik, egyáltalán nem hülye, rögtön leesik neki, hogy mivel Fientjének nincsen kutyája, a konzervből valójában a büfé specialitásai készülnek. A lány nem izgatja magát a dolog miatt, szerinte senkinek nem lesz semmi baja ettől, az ő csóró amerikai nénje például évek óta kutyakonzerveken él. Mindazonáltal úgy érzi, érdemes több vasat is a tűzben tartania, ezért úgy tesz, mintha elromlott volna a kocsija, és megkéri Hanst, vontassa haza. Beinvitálja a lakókocsiba, ahol már Eef várja. A szerelő komolyan beszélt korábban, hiszen ez alkalommal már a Kanadába szóló két repülőjegyet is magával hozta, és persze újra meglobogtatja a pénzét. Hamarosan elmegy, szólítják az „üzleti ügyek”. Hans marad, és végre kiböki, ami eddig is nyilvánvaló volt, hogy tetszik neki a lány. Magabiztosan állítja, hogy belőle is lehet olyan bajnok, mint Rienből. Fientje számára nem jelent különösebb áldozatot, hogy Hanssal is lefeküdjön.
Rien az utcákat rója a tolókocsijával, és csak ingerült lesz attól, hogy mindenhol szánakozó pillantásokat vetnek rá. Kíváncsiságból megáll egy kisebb csoportnál: egy pap éppen a hitről prédikál az egybegyűlteknek. Maya is a nézők között van. Rien gúnyos megjegyzéseket tesz a papra, aki viszont meghívja őt a gyülekezetbe, mert azt mondja, Isten segíteni fog rajta. Maya és Rien ezután beszélgetnek egy kicsit. A fiú azt mondja, egyáltalán nem hisz abban, hogy valaha még járni fog. Beesteledik. Eef az utcákon újabb áldozatra vadászik. Megismerkedik egy kutyás öregúrral, és rövid beszélgetés után nyilvánvaló lesz, hogy a fiatalember megtalálta, akit keresett. A liftben támad rá a férfira, és azzal fenyegeti, hogy ha nem ad neki azonnal 500 guldent, elmondja a feleségének, hogy homoszexuális. A megzsarolt férfi néhány perc múlva hozza is a pénzt, hiszen Eef addig a kutyáját sem adta neki vissza. A bűnt azonban hamar követi a bűnhődés. Eef a pénzét számolgatja az aluljáróban, mikor észreveszi, hogy valaki ugyanonnan figyeli, ahol pár napja még ő állt, amikor a meleg párt követte. Menekülni akar, de csapdába került. Csak a föld alatti építkezés felé tud szaladni, nyomában a négytagú bandával. Majdnem ugyanott kapják el, ahol nemrég szemtanúja volt az alkalmi pár együttlétének. Támadói egy hatalmas kábeltartó hengerre fektetik, lerángatják a nadrágját, és egymás után megerőszakolják. Utána magára hagyják. Egyikőjük néhány perc múlva visszajön. Jaap az, Fientje bátyja. Azt mondja, szerinte Eef valójában élvezte az erőszakot. Régóta figyelte őt a bandájával. Nem azért kapták el, mert kirabolt másokat, hanem mert úgy gondolták, Eef valójában közülük való. Jaap szerint ideje, hogy a szerelő is felvállalja végre a valódi identitását, de legfőképp hagyja békén a húgát, mert Fientje különbet érdemel egy homokosnál.
Hans azt hiszi, élete nagy lehetőségét kapta meg azzal, hogy Witkamppal roboghat a gyakorlópályán, ahová Fientje is elkísérte. Ám hiába van a fiúnak immár japán motorja, azzal is éppoly ügyetlen, mint korábban. Arról viszont sejtelme sincs, hogy Henkhof filmre veszi a szerencsétlenkedéseit, hogy aztán majd felhasználja ezeket a képsorokat Witkamp következő műsorában. Fientje azonban szem- és fültanúja, amint a közvetítőkocsiban Henkhof és Witkamp a visszanézett felvételeken mulatnak. Dühösen távozik, úgy tűnik, Hansszal rossz lóra tett: a fiúból sosem lesz sikeres motorversenyző. Az otthonául szolgáló lakókocsiban ott találja Eefet. Most már egyértelműen kijelenti, hogy hajlandó a fiúval Kanadába menni, Eef azonban szótlanul elmegy. Jaap világosítja fel a húgát, és elmondja neki, hogy a haverjaival megerőszakolta Eefet, aki azonban élvezte a dolgot, hiszen valójában meleg. Minderre Fientje csupán annyival reagál, hogy neki bizony nincs szerencséje a fiúkkal. Eef közben hazamegy, és otthon bevallja az apjának, hogy homoszexuális. Valósággal kiprovokálja, hogy a férfi megverje, és ez meg is történik. Rien végül Mayával együtt elmegy a gyülekezetbe. Nem akar a pap elé menni, de a lány odatolja. A férfi Rien fejére teszi a kezét, és hangosan fohászkodni kezd. Szavainak hatására Rien mintha kezdene kiemelkedni a székből, már-már lábra áll, de aztán visszazuhan. Maya vigasztalja, hogy ne adja fel, ez még csak az első próbálkozás volt, Rien azonban kijelenti, hogy nem jön többé.
A másnapi versenyen Witkamp ismét győzedelmeskedik. Hans a büfékocsihoz megy, és megkérdezi Fientjét, miért akar elmenni a városból, mi lesz kettőjükkel. A lány azt feleli, hogy nekik nincs közös jövőjük, Hansnak nincs semmije, amire alapozni lehetne. A fiú fogadkozik, hogy ez hamarosan megváltozik. A kávézóban nagy tömeg gyűlik össze, hogy Witkamp győzelmét ünnepeljék. Természetesen a bajnok is megjelenik a feleségével. Rien nincs az ünneplők között. Tolókocsijával a sztrádához kerekezik, és egy közeledő teherautó elé hajt. A kávézóban ezalatt egyre emelkedettebbé válik a hangulat, hiszen egy táviratban maga a királynő is üdvözletét küldi Witkampnak. Következik az est egyik fénypontja, a tévéműsor. A jelenlévők kitűnően mulatnak Hans ügyetlenkedésein, aminek a fiú egyáltalán nem örül. Megkísérli kikapcsolni a készüléket. Az ezzel kapcsolatos szóváltás tömegverekedésbe torkollik, amelyben a jól ismert bőrruhás bajkeverők járnak az élen. Mindent, ami szétverhető és összetörhető, tönkretesznek, egyikőjük még Witkamp feleségéről is letépi a blúzt. A kávézó tulajdonosa a rendőröket hívja. Mire azok megérkeznek, a bajkeverők felszívódnak. Hamarosan  még egy kocsi érkezik, Rien halálhírét hozzák. Másnap Hans Fientjével együtt megy el megnézni a szétvert kávézót, ami eladó. Az élelmes lány rögtön tudja, hogyan tovább. Hansnak el kéne adnia a japán motort, hogy legyen pénzük, és ötletei is vannak, hogy a helyreállítás után milyen legyen a kávézó. Fientje ábrándjai a biztos jövőről végre konkrét formát kezdenek ölteni. Már nem akar a bátyjával továbbállni. A távozó Jaap megpróbál társat találni maga mellé: a benzinkútnál Eefet hívja, hogy tartson vele. A szerelő azonban nemet mond, szerinte képes lesz megváltoztatni az apját, hogy elfogadja őt olyannak, amilyen.

## Háttér-információk

### Címmagyarázat
A spetters szónak több jelentése van a holland nyelvben, főleg a szlengben. Elsősorban szexuálisan vonzó fiatalokat jelent, de homályos utalás az ejakulációra is. Jelenthet még fröccsenést, ami talán utalás Fientje munkájára, a krumplisütésre. A film készítésének időszakában kereskedelmi forgalomban kapható volt egy Spetters nevű olajspray is. Paul Verhoeven rendező lényegében a szó mindegyik jelentésárnyalatára utal. A címet egyébként egyetlen olyan országban sem fordították le, ahol a filmet bemutatták, legfeljebb csak alcímmel látták el.

### Verhoeven és a szereplők
Paul Verhoeven a holland filmművészet nemzetközileg legismertebb rendezője. Második mozifilmjét, a Török gyümölcsöt (1973) a legjobb idegen nyelvű filmnek járó Oscar-díjra jelölték. 4 évvel később forgatta a Futás az életért (1977) című nagyszabású háborús drámáját, ami akkor a holland filmgyártás legdrágább produkciója volt. A film nagy nemzetközi sikert aratott, Golden Globe-díjra is jelölték. Verhoeven iránt Hollywood is érdeklődni kezdett. A holland rendező gyakorlatilag minden nagyobb filmgyártó céghez nyújtott be projekteket, de azokat végül különböző okokból mindenhol elutasították. A Spetters sem hozta meg a remélt amerikai áttörést Verhoeven számára, mivel a film fogadtatása ellentmondásos volt, a rendező nyilvánvaló vonzódása az erőszak és a szexualitás kendőzetlen ábrázolása iránt pedig a közismerten szigorú amerikai cenzúra rémével fenyegetett. (Nem is alaptalanul, hiszen később Verhoeven mindegyik amerikai filmje kivívta a cenzorok nemtetszését.) Egy anekdota szerint például a világhírű rendező, Steven Spielberg egyszerűen kisétált a Spetters vetítéséről egy „meredek” jelenet közben. Ennek ellenére Spielberg Verhoevent ajánlotta George Lucasnak, amikor jó barátja A Jedi visszatér (1983) számára keresett rendezőt. Lucas végül nem Verhoevent választotta, ami tulajdonképpen teljesen érthető, hiszen a Star Wars-filmek világa és Verhoeven stílusa valóban eléggé különböznek egymástól. Total Recall – Az emlékmás (1990) vagy a Csillagközi invázió (1997) ismeretében azonban elképzelhető, milyen film lehetett volna A Jedi visszatér, ha Richard Marquand helyett Paul Verhoeven rendezi.
A Spetters fontosabb szerepeit olyan színészek játsszák, akik Verhoeven felfedezettjeinek számítanak. Rutger Hauerrel még televíziós rendezőként forgatott először. A Hollandiában nagy sikert aratott Floris című tévésorozatának az akkor még pályakezdő Hauer volt a főszereplője, aki a Török gyümölcs (1973), a Forró verejték (1975) és a Futás az  életért (1977) című filmjeiben is fontos szerepeket játszott. Utolsó közös munkájuk a Hús és vér (1985) volt. Jeroen Krabbé a Futás az életért egyik főszerepét játszotta. Nemzetközi hírnevét egy másik Verhoeven-film, A negyedik férfi (1983) főszerepe alapozta meg. Renée Soutendijk ugyancsak A negyedik férfinek köszönhetően lett keresett színésznő: abban a filmben egy titokzatos nőt formált meg, egy olyasfajta rejtélyes figurát, amilyet később Sharon Stone játszott az Elemi ösztönben (1992). Soutendijk egyébként eredetileg tornásznak készült, tinédzserként még az olimpián való részvételre is komoly esélye volt. Rutger Hauerrel és a Hanst alakító Maarten Spanjerrel játszott már korábban a Pastorale 1943 (1978) című sikeres holland történelmi drámában. 1989-ben egy magyar–angol–amerikai–német koprodukciós filmben, A gyilkosok köztünk vannakban szerepelt, melyet részben Magyarországon forgattak. Az Eef apját alakító Hans Veerman játszott Verhoeven következő két filmjében (A negyedik férfi; Hús és vér) is. Az idős homoszexuálist megformáló Ben Aarden a Forró verejték egyik szereplője volt, a Spetters az utolsó filmje. Tragikusan alakult a sorsa az egyik főszerepet játszó Hans van Tongerennek (eredeti neve: Johannes Adrianus Maria van Tongeren): a fiatalember 1982-ben öngyilkosságot követett el, akárcsak az általa megformált Rien. Az Eef szerepében látható Toon Agterberg karrierje sem indult be igazán, s a fiatal színész az 1990-es évek közepén filmezett utoljára.

### A szimbólumok
A Spettersben Verhoeven gyakran él azzal a lehetőséggel, hogy képi utalásokkal, szimbólumokkal is kihangsúlyozza a szereplők fontosabb jellemvonásait, egymáshoz fűződő viszonyukat. A nyitó képsor például jelképes ábrázolása a három főszereplő és apjuk kapcsolatának. Eef a motorjával a keskeny úton apja traktorja mögé kényszerül, s mindez utalás arra, hogy a robusztus apa a mindennapi életben jelképesen is a fia fölé magasodik, aki mindig megpróbál kitörni ebből az alárendelt szerepből. Rien szülei elnézően viselkednek gyermekükkel szemben, a fiú szabadságot élvez a szülői házban, és talán nem véletlen, hogy a kitörni vágyást és a szabadságot egyaránt jelképező motorozásban ő a legjobb. Hans örökösen lerobbanó motorját a fiú édesapja tolja be a kezdő képsorokban, ami pontosan jelzi kettőjük viszonyát: Hans az a srác, akit a szülők „tolnak előre” és támogatnak, önállóan jószerivel csak csetlik-botlik. A három fiú jellemére öltözékük színe is utal. Rient a leggyakrabban fehérben láthatjuk. Olyan ő, mint egy középkori lovag, akinek motoros ruhája a páncélt, motorja pedig a lovat helyettesíti. Lovagias viselkedésére példa az a jelenet, amikor Fientje védelmére kel az agresszív vagányokkal szemben. Riennel szemben Eef külseje a fiú „ördögi”, sötét énjét szimbolizálja, elsősorban sötét hajával és fekete öltözékével, melyen a piros csíkok ambivalens szexualitásának jelképei. Hans sárga motoros ruhája viszont a srác kissé együgyű viselkedésének képi szimbóluma.
A szexualitásnak, a meztelenségnek szintén van mögöttes jelentéstartalma. Erre példa a film egyik legprovokatívabb jelenete, a péniszmérési epizód. Az emberiség kultúrtörténetében a hímvessző többnyire a férfiasság, a hatalom és az erő szimbóluma. Azzal, hogy ezt a versenyt nem a vezéregyéniségnek számító Rien, hanem Hans nyeri meg, Verhoeven a cselekmény később bekövetkező fordulatait és végkifejletét előlegezi meg, hiszen a Spetters 3 főszereplője közül egyértelműen Hans az, akinek az élete a film végére a legszerencsésebbnek mondható fordulatot veszi. Eef megerőszakolása gyakorlatilag ugyanott játszódik le, ahol korábban a szerelő megleste a meleg pár alkalmi együttlétét, majd kirabolta egyiküket. Ezzel a fogással a rendező nemcsak a bűn és bűnhődés kapcsolatát hangsúlyozza, hanem azt is érzékelteti, hogy az erőszak ingoványos talaján az elkövető is bármikor áldozattá válhat.

### A tiltakozások
A Spetters főleg Hollandiában heves vitákat váltott ki a médiában, sőt nyilvános tiltakozásokra is sor került a filmet játszó mozik előtt. A kifogások egy része annak szólt, hogy Verhoeven túl sötéten ábrázolja a holland fiatalságot, indokolatlanul mutatja perspektívátlannak a jövőjüket. A feministáknak Fientje jelleme okozott problémákat. Szerintük a lány lényegében prostituálja magát, hogy előrébb lépjen az életben, és a rendező mindezt az érvényesülés elfogadható, sőt jószerivel egyetlen útjaként mutatja be. A homoszexuálisok különösen sértve érezték magukat, mert szerintük a film homofóbiát terjeszt azáltal, hogy a homoszexuálisok elleni atrocitásokat mint humorforrást ábrázolja (lásd a film elején az egyik meleg mellékszereplő kirúzsozásának jelenetét), illetve azzal, hogy Eefet egy homoszexuálisokból álló banda erőszakolja meg. Kifogásolták a fiú jellemét is, mondván, hogy szerintük teljesen életszerűtlen, hogy egy homofób szereplőt a rajta elkövetett erőszak ébresszen rá a másságára. A mozgássérültek sem maradtak ki a tiltakozók közül. Ők úgy vélték, Rien viselkedése mozgássérültként a legkevésbé sem mondható rájuk jellemzőnek. Vallási oldalról is támadások érték a Spetterst. A protestálók elsősorban nem is az erőszak és a szexualitás szokatlanul nyílt ábrázolását vitatták, hanem azt, ahogyan szerintük Verhoeven a vallás és a hit kérdéséhez viszonyult. Számukra főleg Eef apja és Rien voltak a kifogásolható szereplők. Az apa vallásossága ugyanis bigottsággal és a fiával szembeni erőszakkal párosul, Rien pedig valósággal felmagasztosul abban a jelenetben, amelyben az alacsony kameraállásnak köszönhetően a villanyégő fénye mintha glóriát vonna a feje köré. Rien elutasítja a vallás által felkínált segítséget, ezért a hívők úgy gondolták, Verhoeven valójában azt sugallja, hogy a hit semmilyen megoldást nem jelent az egyén számára. A film amerikai DVD-kiadásának audiokommentárjában Verhoeven azt mondta, hogy híres-hírhedt filmje, a Showgirls (1995) bemutatóját követő támadások azért nem okoztak számára különösebb meglepetést, mert a Spetters idején már hozzászokott ezekhez.
A cenzúra egyébként számos országban megcsonkította a filmet. A rövidítések főleg a szexuális töltetű jelenetekre vonatkoztak. Számos országban megvágták például Fientje és Rien ágyjelenetét, melynek során a lány a fiú merev péniszét simogatja. A péniszmérési epizódot több országban egyszerűen kihagyták a filmből. Kivágták azt a néhány másodperces képsort is, amelyben az Eef által meglesett meleg pár egyik tagja egyértelműen és félreérthetetlenül a szájába veszi partnere hímtagját. Megrövidült Eef megerőszakolásának képsora is, amelyben az egyik erőszaktevő merev pénisszel látható. Amikor a filmet az MGM előbb az Amerikai Egyesült Államokban, majd Európában is kiadta DVD-n, mindenhol a cenzúrázatlan változat került a lemezre. Az MGM tévécsatornán 2008 júliusában bemutatott változat viszont vágott volt: az orális szex képkockái hiányoztak, illetve Eef megerőszakolásának jelenete a cenzúrázott verzió szerint volt látható.

## Érdekességek
- A filmet Rotterdamban és Maassluisban forgatták.[4]

- A film zeneanyagában az 1970-es évek néhány népszerű popslágere is felcsendül. Így például az ABBA együttestől az Eagle és a Chiquitita, a korszak egyik legsikeresebb holland együttesétől, a Luv’ női triótól a Trojan Horse, illetve a Blondie-tól a Heart of Glass.

- A magyar szinkronban Rien nevét „Ron”-nak ejtik, de néha a „Rien” is elhangzik. Eefet végig „Jeff”-nek ('Dzsef') szólítják.

## Főszereplők
- Hans van Tongeren (Rien)
- Renée Soutendijk (Fientje)
- Toon Agterberg (Eef)
- Maarten Spanjer (Hans)
- Marianne Boyer (Maya)
- Jeroen Krabbé (Frans Henkhof)
- Rutger Hauer (Gerrit Witkamp)
- Peter Tuinman (Jaap)
- Saskia Ten Batenburg (Truus)
- Yvonne Valkenburg (Annette)
- Ab Abspoel (Rien apja)
- Rudi Falkenhagen (Hans apja)
- Hans Veerman (Eef apja)
- Ben Aerden (idős homoszexuális)
- Kitty Courbois (doktor)
- Jonna Koster (Gerrit felesége)
- Gees Linnebank (homoszexuális)
- Hugo Metsers (motoros)
- Peter Oosthoek (pap)